# Денджер (острів)
Денджер (англ. Danger Island) — це найзахідніший і найпівденніший острів Великої Чагоської банки, розташованої в архіпелазі Чагос в Індійському океані.

## Опис
Довжина острова приблизно становить 2,30 км, з шириною до 400 м, острів вкритий кокосовими пальмами. Його назва може походити від відсутності безпечної якірної стоянки, що робило кожне відвідування цього острова небезпечним для корабля та його екіпажу. Берегова лінія острова вкрита білим піском. Острів «Небезпека» також визначений як важлива орнітологічна територія міжнародною організацією BirdLife International. Серед птахів зустрічаються червононогі сули (3 500 пар, що розмножуються) та бурі крячки (11 000 пар).